# Niezdów (województwo małopolskie)
Niezdów – wieś w Polsce położona w województwie małopolskim, w powiecie myślenickim, w gminie Dobczyce.
W latach 1975–1998 miejscowość położona była w województwie krakowskim.

## Integralne części wsi
| SIMC    | Nazwa    | Rodzaj    |
| ------- | -------- | --------- |
| 0316884 | Pod Górą | część wsi |
| 0316890 | Zarabie  | część wsi |

## Historia
W 1595 roku wieś położona w powiecie szczyrzyckim województwa krakowskiego była własnością kasztelana małogojskiego Sebastiana Lubomirskiego.
17 kwietnia 1917 zmarł w Krakowie właściciel Niezdowa Zygmunt Elterlein i został pochowany na Cmentarzu Rakowickim.

## Zabytki
W miejscowości znajduje się drewniany dwór z pierwszej połowy XIX w.